# 惠灵顿 (科罗拉多州)
惠灵顿（英語：Wellington），是美国科罗拉多州拉里默尔县下属的一座城市。建市于1905年11月10日，面积大约为3.372平方英里（8.733平方公里）。根据2010年美国人口普查，该市有人口6,289人。2011年估计该市有人口6,416人，相比2010年人口增长率为2.02%。同时，论人口该市是科罗拉多州第61大城市。